# Sportverein Stuttgarter Kickers
L'Sportverein Stuttgarter Kickers és un club de futbol alemany de la ciutat de Stuttgart a l'estat de Baden-Württemberg.

## Història
El club nasqué el 21 de setembre de 1899 amb el nom FC Stuttgarter Cickers. Durant els seus primers anys d'història disputà la Südkreis-Liga, la Kreisliga Württemberg i la Bezirksliga Württemberg. Amb la reorganització del futbol alemany durant el Tercer Reich el 1933, ja amb el nom SV Stuttgarter Kickers, participà en la Gauliga Württemberg. Al final de la II Guerra Mundial jugà com a equip combinat amb el nom Sportfreunde Stuttgart.
Acabada la Guerra ingressà a l'Oberliga Süd, passant als anys seixanta a la segona divisió de la categoria. Quan nasqué la Bundesliga el 1963 el club passà a jugar la Regionalliga Süd. El 1974 ingressà a la recent creada 2. Bundesliga, romanent-hi fins a 1988 de forma consecutiva. El 1987 arribà a la final de la Copa alemanya de futbol. La temporada 1988-89 jugà per primer cop a la Bundesliga, fet que repetí la temporada 1991-92. A continuació romangué majoritàriament a Segona, fins al 2001, en què baixà a Tercera (Regionalliga Süd (III) i 3. Liga).

## Palmarès
- Campionat del Sud d'Alemanya
  - 1908, 1913, 1917
- Südkreis-Liga (I) 
  - 1913, 1914, 1917
- Kreisliga Württemberg (I) 
  - 1921, 1923
- Bezirksliga Württemberg-Baden (I) 
  - 1924, 1925
- Bezirksliga Württemberg (I) 
  - 1928, 1933
- Gauliga Württemberg (I) 
  - 1936, 1939, 1940, 1941, 1942
- 2a divisió Oberliga Süd (II) 
  - 1951, 1959
- 2. Bundesliga
  - 1988
- Regionalliga Süd
  - 1996, 2012
- Copa Württemberg
  - 2005, 2006

## Jugadors

### Plantilla 2024-25
A 22 January 2025
| N. | Pos. | Nac. | Jugador           |
| -- | ---- | --- | ----------------- |
| 1  | POR  | [[Fitxer:Flag of Germany.svg\|23x15px\|border \|alt=Alemanya\|link=Selecció de futbol d'Alemanya\|{{#if:\|]]         | Felix Dornebusch  |
| 3  | DEF  | [[Fitxer:Flag of Germany.svg\|23x15px\|border \|alt=Alemanya\|link=Selecció de futbol d'Alemanya\|{{#if:\|]]         | David Kammerbauer |
| 4  | DEF  | [[Fitxer:Flag of Serbia.svg\|23x15px\|border \|alt=Sèrbia\|link=Selecció de futbol de Sèrbia\|{{#if:\|]]             | Milan Petrović    |
| 5  | DEF  | [[Fitxer:Flag of Germany.svg\|23x15px\|border \|alt=Alemanya\|link=Selecció de futbol d'Alemanya\|{{#if:\|]]         | Marcel Schmidts   |
| 6  | MIG  | [[Fitxer:Flag of Germany.svg\|23x15px\|border \|alt=Alemanya\|link=Selecció de futbol d'Alemanya\|{{#if:\|]]         | Vico Meien        |
| 7  | DAV  | [[Fitxer:Flag of Montenegro.svg\|23x15px\|border \|alt=Montenegro\|link=Selecció de futbol de Montenegro\|{{#if:\|]] | Meris Skenderović |
| 8  | MIG  | [[Fitxer:Flag of Serbia.svg\|23x15px\|border \|alt=Sèrbia\|link=Selecció de futbol de Sèrbia\|{{#if:\|]]             | David Tomić       |
| 9  | MIG  | [[Fitxer:Flag of Turkey.svg\|23x15px\|border \|alt=Turquia\|link=Selecció de futbol de Turquia\|{{#if:\|]]           | Sinan Tekerci     |
| 11 | DEF  | [[Fitxer:Flag of Germany.svg\|23x15px\|border \|alt=Alemanya\|link=Selecció de futbol d'Alemanya\|{{#if:\|]]         | Marian Riedinger  |
| 13 | MIG  | [[Fitxer:Flag of Germany.svg\|23x15px\|border \|alt=Alemanya\|link=Selecció de futbol d'Alemanya\|{{#if:\|]]         | Nevio Schembri    |
| 15 | MIG  | [[Fitxer:Flag of Germany.svg\|23x15px\|border \|alt=Alemanya\|link=Selecció de futbol d'Alemanya\|{{#if:\|]]         | Nico Blank        |
| 17 | MIG  | [[Fitxer:Flag of Germany.svg\|23x15px\|border \|alt=Alemanya\|link=Selecció de futbol d'Alemanya\|{{#if:\|]]         | Konrad Riehle     |
| 21 | MIG  | [[Fitxer:Flag of Germany.svg\|23x15px\|border \|alt=Alemanya\|link=Selecció de futbol d'Alemanya\|{{#if:\|]]         | Per Lockl         |

| N. | Pos. | Nac. | Jugador                 |
| -- | ---- | --- | ----------------------- |
| 22 | DAV  | [[Fitxer:Flag of Germany.svg\|23x15px\|border \|alt=Alemanya\|link=Selecció de futbol d'Alemanya\|{{#if:\|]] | David Braig             |
| 23 | DEF  | [[Fitxer:Flag of Germany.svg\|23x15px\|border \|alt=Alemanya\|link=Selecció de futbol d'Alemanya\|{{#if:\|]] | Nyamekye Awortwie-Grant |
| 24 | MIG  | [[Fitxer:Flag of Brazil.svg\|23x15px\|border \|alt=Brasil\|link=Selecció de futbol del Brasil\|{{#if:\|]]    | Dennis de Sousa Oelsner |
| 25 | DEF  | [[Fitxer:Flag of Germany.svg\|23x15px\|border \|alt=Alemanya\|link=Selecció de futbol d'Alemanya\|{{#if:\|]] | Paul Polauke            |
| 28 | MIG  | [[Fitxer:Flag of Germany.svg\|23x15px\|border \|alt=Alemanya\|link=Selecció de futbol d'Alemanya\|{{#if:\|]] | Lukas Kiefer            |
| 29 | DAV  | [[Fitxer:Flag of Germany.svg\|23x15px\|border \|alt=Alemanya\|link=Selecció de futbol d'Alemanya\|{{#if:\|]] | David Stojak            |
| 30 | DEF  | [[Fitxer:Flag of Germany.svg\|23x15px\|border \|alt=Alemanya\|link=Selecció de futbol d'Alemanya\|{{#if:\|]] | Brian Behrendt          |
| 33 | POR  | [[Fitxer:Flag of Germany.svg\|23x15px\|border \|alt=Alemanya\|link=Selecció de futbol d'Alemanya\|{{#if:\|]] | Louis Lord              |
| 35 | POR  | [[Fitxer:Flag of Germany.svg\|23x15px\|border \|alt=Alemanya\|link=Selecció de futbol d'Alemanya\|{{#if:\|]] | Léon Neaimé             |
| 36 | DEF  | [[Fitxer:Flag of Croatia.svg\|23x15px\|border \|alt=Croàcia\|link=Selecció de futbol de Croàcia\|{{#if:\|]]  | Mario Borac             |
| 37 | DAV  | [[Fitxer:Flag of Germany.svg\|23x15px\|border \|alt=Alemanya\|link=Selecció de futbol d'Alemanya\|{{#if:\|]] | Flamur Berisha          |
| 38 | MIG  | [[Fitxer:Flag of Germany.svg\|23x15px\|border \|alt=Alemanya\|link=Selecció de futbol d'Alemanya\|{{#if:\|]] | Christian Mauersberger  |
| 39 | POR  | [[Fitxer:Flag of Croatia.svg\|23x15px\|border \|alt=Croàcia\|link=Selecció de futbol de Croàcia\|{{#if:\|]]  | David Mitrović          |

### Futbolistes històrics destacats
- Jürgen Klinsmann
- Guido Buchwald
- Edmund Conen
- Robert Prosinečki